# ذراع مسعود (حبيل جبر)

تعديل مصدري - تعديل

ذراع مسعود هي إحدى قرى عزلة حبيل جبر بمديرية حبيل جبر التابعة لمحافظة لحج، بلغ تعداد سكانها 47 نسمة حسب تعداد اليمن لعام 2004.